# Romana

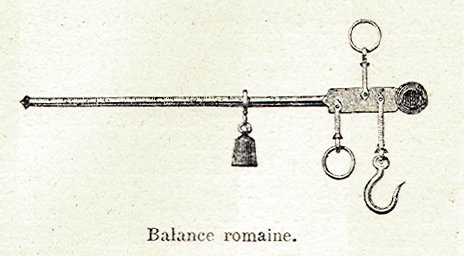
Romana.

La romana (el lat. [Statera] romana) és un instrument de mesura que serveix per a pesar, compost d'una palanca de braços molt desiguals, amb la llengüeta sobre el punt de suport. El cos que s'ha de pesar es col·loca en l'extrem del braç menor, i s'equilibra amb un piló, pesal o pes constant que es fa córrer sobre el braç major, on hi ha traçada l'escala dels pesos.

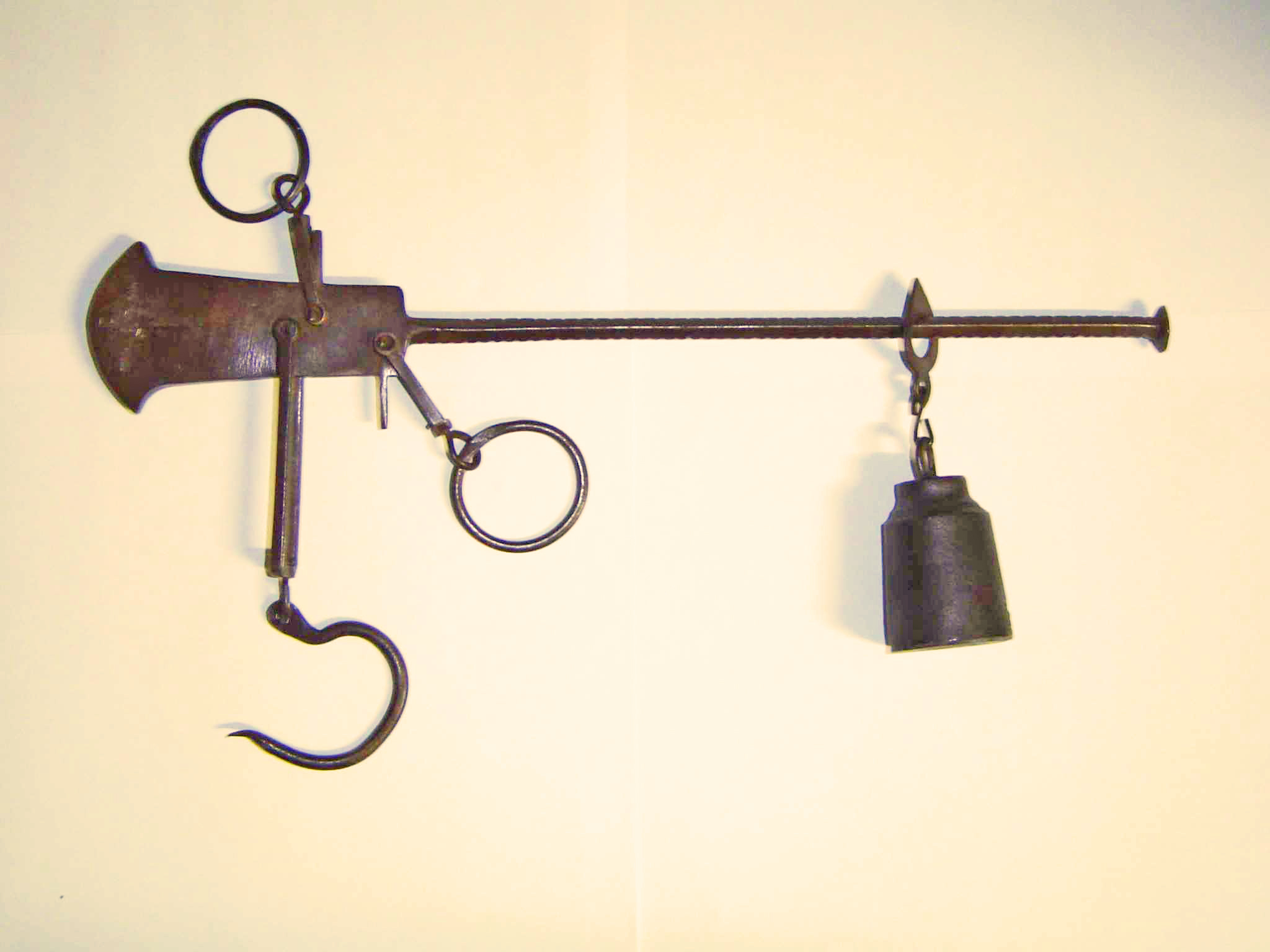
Romana antiga.

Les romanes s'usen de temps molt llunyans, encara que el seu nom suggereix que la seva forma definitiva, així com la seva utilització, correspon als temps de la Roma Antiga. De llavors ençà s'ha seguit utilitzant en la seva forma més simple i arcaica així com en altres formes més elaborades. L'aparició de la balança i la bàscula mecàniques i, posteriorment, electròniques, han arraconat l'ús de la romana a ambients rurals poc desenvolupats.

## Precisió
L'exactitud i precisió de la romana no és gaire gran. El seu principi de funcionament es basa en les propietats de la palanca, on el pes del cos penjat es contraresta amb el contrapès del piló que pot lliscar al llarg d'una vara graduada. Encara que hi ha diversos models de romanes, totes tenen un braç en forma de vara graduada llarga on es llegeix el pes i un altre més curt del que se suspèn el cos, ja sigui posant-lo en un plat o penjant-lo en un ganxo. Per equilibrar la romana cal moure el piló al llarg de la vara graduada. Quan la romana està equilibrada, la barra graduada està totalment horitzontal i la marca de la vara en què està situat el piló permet llegir el pes de la mercaderia. Des de mitjans del segle XX les romanes van anar quedant obsoletes i estan sent substituïdes per balances de molles i, més endavant, electròniques de lectura directa, molt més exactes i precises. Avui dia el seu ús ha quedat limitat a zones rurals poc desenvolupades.

## Física de la pesada
El valor de la pesada amb la romana, així com amb la balança clàssica, no depèn de la intensitat gravitatòria del lloc de la pesada, ja que en el seu funcionament es compensa el moment creat pel cos penjat i el moment antagonista que fa el piló. Amb una bàscula electrònica, o amb un dinamòmetre, el pes seria diferent en funció de la força del camp gravitatori. Exemple: si es posa 1 kg de tomàquets en el ganxo de la romana, el contrapès de la romana no variarà la seva posició, ja sigui a la vall o a l'altiplà; si utilitzéssim una bàscula electrònica, la mesura a la vall seria més gran que a l'altiplà. És a dir, la balança i la romana comparen masses i la bàscula mesura forces.